# جاني ميشيل
جاني ميشيل (ولدت في جنيف ليونا ميركادل ، 1946) والمعروفة أيضًا باسم جي تاكر ، هي ممثلة أمريكية وعارضة أزياء سابقة وراقصة وسيدة أعمال ، اشتهرت بدورها في فيلم الرعب البيت على جبل الجمجمة عام 1974. تضمنت مسيرتها التمثيلية والنمذجة ظهورها في مجموعة متنوعة من الوسائط ، بما في ذلك الأفلام والبرامج التلفزيونية والإعلانات والإنتاج المسرحي والإعلانات المطبوعة. ظهرت ميركادل لأول مرة في الفيلم القصير عام 1964 في فيلم أسطورة جيمي بلو آيز.

## نشأتها
ولدت جاني ميشيل جنيف ليونا ميركادل في نيو أورلينز ، لويزيانا.' كان جدها الأكبر لأبها صانع أحذية هاجر إلى نيويورك من شامبين بفرنسا قبل أن ينتقل إلى نيو أورليانز سعياً وراء مناخ أكثر دفئاً، وعاشت في الحي السابع في نيو أورلينز لسنوات عديدة. ترتبط ميشيل بسيدني بارتيليمي ، عمدة نيو أورلينز السابق.

## روابط خارجية
- الموقع الرسمي
- Janee Michelle  على موقع أول موفي
- جاني ميشيل في قاعدة بيانات الأفلام على الإنترنت
- جاني ميشيل في موقع الطماطم الفاسدة